# Condado de Montgomery (Texas)
O condado de Montgomery (em inglês:  Montgomery County) é um dos 254 condados do estado norte-americano do Texas. A sede e maior cidade do condado é Conroe. Foi criado em 1837.
O condado possui uma área de 2 789 km², dos quais 91 km² estão cobertos por água, uma população de 455 746 habitantes, e uma densidade populacional de 169 hab/km² (segundo o censo nacional de 2010).